# Jocul ielelor
Jocul ielelor este prima piesă de teatru a scriitorului român Camil Petrescu. A apărut în 1916, iar acțiunea are loc în 1914.

## Prezentare
Gelu Ruscanu  este directorul unui ziar socialist care intră în posesia unei scrisori compromițătoare pentru ministrul Justiției.  Fiind silit de colegii săi de partid, Gelu renunță la publicarea scrisorii în schimbul eliberării unui muncitor din închisoare. Scrisoarea era de la fosta sa amantă, în prezent soția ministrului. În scrisoare, ea îl  acuză pe acesta de o crimă nelegiuită. În final, Gelu se sinucide. 

## Personaje
- Gelu Ruscanu, directorul ziarului socialist "Dreptatea Socială"
- Fr. Praida, administratorul ziarului socialist "Dreptatea Socială"
- Penciulescu D.
- Sache Dumitrescu, paginatorul ziarului "Dreptatea socială"
- Dașcu Mitică, mașinistul șef al redacției ziarului socialist "Dreptatea socială"
- M. Vasiliu
- Toma
- Petre Boruga
- Elena Boruga
- Irena Romescu
- Responsabilul (Kiriac)
- Șerban Saru-Sinești
- Maria Sinești
- Naciano
- Agentul secret
- Primul gardian
- Al doilea gardian
- Crainic

## Teatru radiofonic
- 9 martie 1958 -[2] Jocul ielelor, regia Silviu Jicman; cu Constantin Codrescu ca Gelu Ruscanu, A. Pop Marțian ca Fr. Praida, Nicolae Sireteanu   ca Penciulescu D., Mircea Constantinescu ca Sache Dumitrescu, Nicolae Grigore Bălănescu ca Dașcu Mitică, Vasile Florescu ca M. Vasiliu, Octavian Cotescu ca Toma, Ion Manta ca Petre Boruga, Simona Bondoc ca Elena Boruga, Lili Popovici ca Irena Romescu, Jules Cazaban ca Responsabilul (Kiriac), Ion Finteșteanu ca Șerban Saru-Sinești, Marieta Deculescu ca Maria Sinești, Geo Maican ca Naciano, Ion Henter ca Agentul secret, George Ionașcu ca Primul gardian, Marin Neacșu ca Al doilea gardian, Marcela Rusu - crainic.

## Ecranizări
- 1989 - Cei care plătesc cu viața, regia Șerban Marinescu, cu Ștefan Iordache, Adrian Pintea, Tudorel Filimon, Ovidiu Ghiniță.[3]